# 유림 (악도목후)
유림(劉臨, ? ~ ?)은 전한 후기의 제후로, 교동경왕의 손자이다.

## 행적
아버지 유흔의 뒤를 이어 악도후(樂都侯)에 봉해졌다. 시호를 목(繆)이라 하였고, 아들 유연년이 작위를 이었다.

## 출전
- 반고, 《한서》 권15하 왕자후표 下

| 선대 아버지 악도양후 유흔 | 전한의 악도후 ? ~ ? | 후대 아들 유연년 |